# San Pietro a Maida-Maida
San Pietro a Maida-Maida (wł. Stazione di San Pietro a Maida-Maida) – stacja kolejowa w Lamezia Terme, w prowincji Catanzaro, w regionie Kalabria, we Włoszech. Położona jest na linii Salerno – Reggio di Calabria. 
Według klasyfikacji RFI ma kategorię brązową.

## Linie kolejowe
- Salerno – Reggio di Calabria